# Daniel Chávez
Daniel Chavez Betancourt (La Paz, Bolivia, 13 de enero de 1990) es un futbolista boliviano que juega como centrocampista.

## Trayectoria

### Juveniles
Formó parte del Club Alemán entre 1995 y 1998, el cual era dirigido por Ricardo Orozco. Tras estar tres años allí, decidió irse a la Academia de Balompié Boliviano (ABB), lugar en el que se quedaría por siete años. En el año 2000 viajó a su primer torneo internacional con ABB en Lima, Perú, el Sudamericano de Clubes, campeonato en el que salieron segundos. Desde sub-9 hasta sub-16, entre 1999 y 2006, logró ser campeón y fue máximo goleador en cuatro oportunidades.
En el año 2005 jugó en el Torneo Nacional sub-15. Terminando cuarto en dicho campeonato, fue un gran paso para él, quien fue visto en ese torneo y convocado a la selección de esa misma categoría para disputar el Sudamericano realizado en Santa Cruz de la Sierra.

### La Paz Fútbol Club
Después de abandonar el fútbol por sus estudios, volvió al ABB en 2010 para jugar la Copa Simón Bolívar. 
El presidente de La Paz Fútbol Club, Mauricio González, decidió incorporarlo al equipo para la siguiente temporada. A principios de 2011, luego de dos semanas de entrenar con el equipo azulgrana, hizo su debut profesional el 17 de enero en un partido ante Oriente Petrolero.

### The Strongest
A mediados de 2012 fue contratado por el club The Strongest para jugar la temporada 2012-13 de La Liga Profesional del Fútbol Boliviano.

### Club Hijo de papi
Después de terminar contrato con The Strongest fue el nuevo refuerzo del Club Always Ready como una promesa para este club que quería el ascenso.

## Selección nacional
Fue convocado para jugar las eliminatorias del Mundial de Brasil de 2014 con la selección de Bolivia a partir de 2012. 

## Clubes
| Club              | País    | Año       | PJ  | Goles |
| ----------------- | ------- | --------- | --- | ----- |
| La Paz F. C.      | Bolivia | 2011-2012 | 42  | 10    |
| The Strongest     | Bolivia | 2012-2016 | 110 | 2     |
| Club Always Ready | Bolivia | 2016-2017 | -   | -     |